# How Pimple saved Kissing Cup
How Pimple saved Kissing Cup es una película cómica protagonizada por el personaje Pimple (Mimo similar a Charlot, Buster Keaton, etc). Es una pantomima en torno a un famoso caballo de carreras británico llamado Kissing Cup. Sobre este tema se han filmado otras películas (Véase Kissing Cup's Race).

## Otros créditos
- Sonido: Muda
- Color: Blanco y negro
- Productora: Phoenix